# Робърт Егърс
Робърт Егърс (на английски: Robert Houston Eggers) е американски кинорежисьор, известен с мрачните си хорър филми - Вещицата (2015) и Фарът (2019), както и историческия епос Викингът (2022). Започва кариерата си като дизайнер и режисьор на театрални продукции в Ню Йорк преди да се насочки към киното.
Роден е в Ню Йорк, но малко след това семейството му се мести да живее в Ларами, Уайоминг, а след това и в Лий, Ню Хемпшир. През 2001 година се завръща в Ню Йорк за да следва в консерваторията. Женен е за Александра Шейкър – клиничен психолог, с която се познават от деца.

## Филмография
| година | филм      | бележки |
| ------ | --------- | ------- |
| 2015   | Вещицата  |         |
| 2019   | Фарът     |         |
| 2022   | Викингът  |         |
| 2024   | Носферату |         |

## Чести колаборации
Егърс работи с конкретни актьори многократно.
| ФилмАктьор      | 2015     | 2019  | 2022     | 2024      |
| ФилмАктьор      | Вещицата | Фарът | Викингът | Носферату |
| --------------- | -------- | ----- | -------- | --------- |
| Аня Тейлър-Джой | Yes      |       | Yes      |           |
| Ралф Инесон     | Yes      |       | Yes      | Yes       |
| Кейт Дики       | Yes      |       | Yes      |           |
| Уилям Дефо      |          | Yes   | Yes      | Yes       |